# Вела (град)
Вижте пояснителната страница за други значения на Вела.
Вела (на гръцки: Βελας) е средновековен град в Северен Епир. Предполага се, че е разположен в долината на река Дрино, югоизточно от Дринопол. Градът е център на епархия на Навпактската митрополия, но за известно време през 11 век е част от Охридската архиепископия.
Днес името му носи едноименния манастир със семинарията.